# MEDIAEDGE
MEDIAEDGE株式会社（メディアエッジ、MEDIAEDGE Corporation ）は、日本のビデオ配信装置、コンピュータ周辺機器メーカー。2012年1月に、グラスバレー株式会社（旧カノープス株式会社）より独立。
社名は、同社のビデオ配信システム「MEDIAEDGE」が由来である。

## 沿革
- 2012年1月 - MEDIAEDGE事業をグラスバレー株式会社より譲渡[1]。
- 2012年2月 - MEDIAEDGE株式会社として営業開始。
- 2012年4月 - DSクラウドサービスを開始。
- 2012年8月 - 4Kデジタルサイネージプレイヤー「HDSS-4Km1」を発売。
- 2012年11月 - セカンドブランドとして「VideoProシリーズ」の取り扱いを開始[2]。
- 2013年2月 - 札幌で開催された雪まつりの大雪像「歌舞伎座」の4kリアルタイム映像を、東京とシンガポールに実験配信することに成功。
- 2013年3月 - クラウドライブ・VOD配信サービスを開始。
- 2013年9月 - アマゾン ウェブ サービス APN コンサルティングパートナーに加入[3]。

## 製品特徴

### ビデオ配信
カノープス株式会社で培ったビデオ編集や、PC周辺機器メーカーの強みを生かした、コンパクトで安価なシステムを提供している。
着実に採用実績を伸ばしており、映画館や博物館、展示会などでのVODシステムなどに導入されている。
また、HD規格にも対応している。

### 4Kサイネージシステム
4K（3840x2160）60p動画の再生・デジタルサイネージに対応したプレイヤー。

### Video Proシリーズ
低価格コンバーターシリーズとして、Video Proシリーズを販売。
「かんたん、シンプル、安定動作。」をコンセプトに9種類のコンバーターが用意されている。